# 卡森城
卡森城（英語：Carson City）位於美国内华达州西部，西鄰加利福尼亚州，是該州的首府。行政上，卡森是一個獨立市（Independent city）等級的行政區劃，其在1969年時與原來所屬的奧姆斯比縣合併，面積403.2平方公里。根據美国人口普查局2020年統計共有人口58,639人。卡森開埠於1858年，城名紀念探險家基特·卡森（Kit Carson）。